# Ruch 30 Maja
Ruch 30 Maja – chiński antyimperialistyczny ruch robotniczy i studencki w 1925 roku, domagający się praw pracowniczych oraz wolności obywatelskich.

## Przyczyny
Bezpośrednią przyczyną Ruchu było zwolnienie w lutym 1925 grupy robotników z należącej do kapitału japońskiego fabryki włókienniczej w Szanghaju. Wydarzenia te spowodowały wybuch strajku, do którego szybko dołączyli robotnicy z innych należących do Japończyków fabryk włókienniczych, których było wówczas w Chinach 41. Kierownictwo strajków szybko przejęli działacze komunistyczni, zaczął tworzyć się zorganizowany ruch związkowy. Władzom nie udało się stłumić protestów i w konsekwencji Japończycy musieli pójść na ustępstwa, m.in. ograniczając czas pracy, podnosząc uposażenie i rezygnując z bicia robotników.
7 maja 1925 Japończycy wycofali się z wcześniejszych ustępstw i rozwiązali związki zawodowe. Gdy w odpowiedzi wybuchł strajk, Japończycy ostrzelali strajkujących, w wyniku czego zginął przywódca strajku, komunista Gu Chenghuan, a 10 innych robotników zostało rannych.
Wydarzenia z 7 maja wywołały masowe niezadowolenie w całych Chinach. Rozpoczęły się antycudzoziemskie wystąpienia, do których włączyli się studenci, kupcy i część przedsiębiorców.

## Ruch 30 Maja

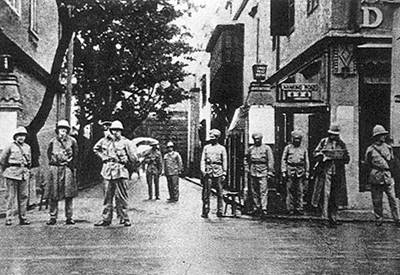
Oddział angielskich policjantów na ulicy w Szanghaju

30 maja 1925 policja angielska otworzyła w Szanghaju ogień do demonstrantów. Od strzałów zginęło piętnaście osób, kilkadziesiąt zostało rannych; kilkaset innych aresztowano. Po tych wydarzeniach ukonstytuowała się Szanghajska Rada Związków Zawodowych. 1 czerwca rozpoczął się w mieście strajk generalny. 50 tysięcy studentów przerwało naukę, zamknięto sklepy. Na murach pojawiły się tysiące plakatów.
W odpowiedzi na strajk władze rozpoczęły masowe aresztowania, które nie rozwiązały sytuacji. Komitet strajkowy wysunął 17 żądań, domagając się m.in. uwolnienia więźniów, wolności zgromadzeń, związków i prasy, zniesienia eksterytorialności cudzoziemców i wycofania z Chin obcych wojsk.
Strajk rozszerzył się na całe Chiny. 23 czerwca w Kantonie z rąk brytyjskiej policji zginęło kilkadziesiąt osób. W pobliżu Szanghaju doszło do koncentracji kilkudziesięciu zagranicznych okrętów wojennych, mających posłużyć do stłumienia demonstracji. W odpowiedzi doszło do strajku i blokady portu w Hongkongu. Demonstracje wybuchły także wśród emigrantów chińskich w Tokio, Paryżu i Berlinie. Ponad rok trwał w Chinach bojkot towarów brytyjskich.
Protesty zakończyły się dopiero po ustępstwach rządu chińskiego na rzecz robotników. Ruch 30 Maja stał się zaczątkiem ruchów rewolucyjnych, jakie ogarnęły Chiny w latach 1925-1927.